# Mariä Himmelfahrt (Schleerieth)

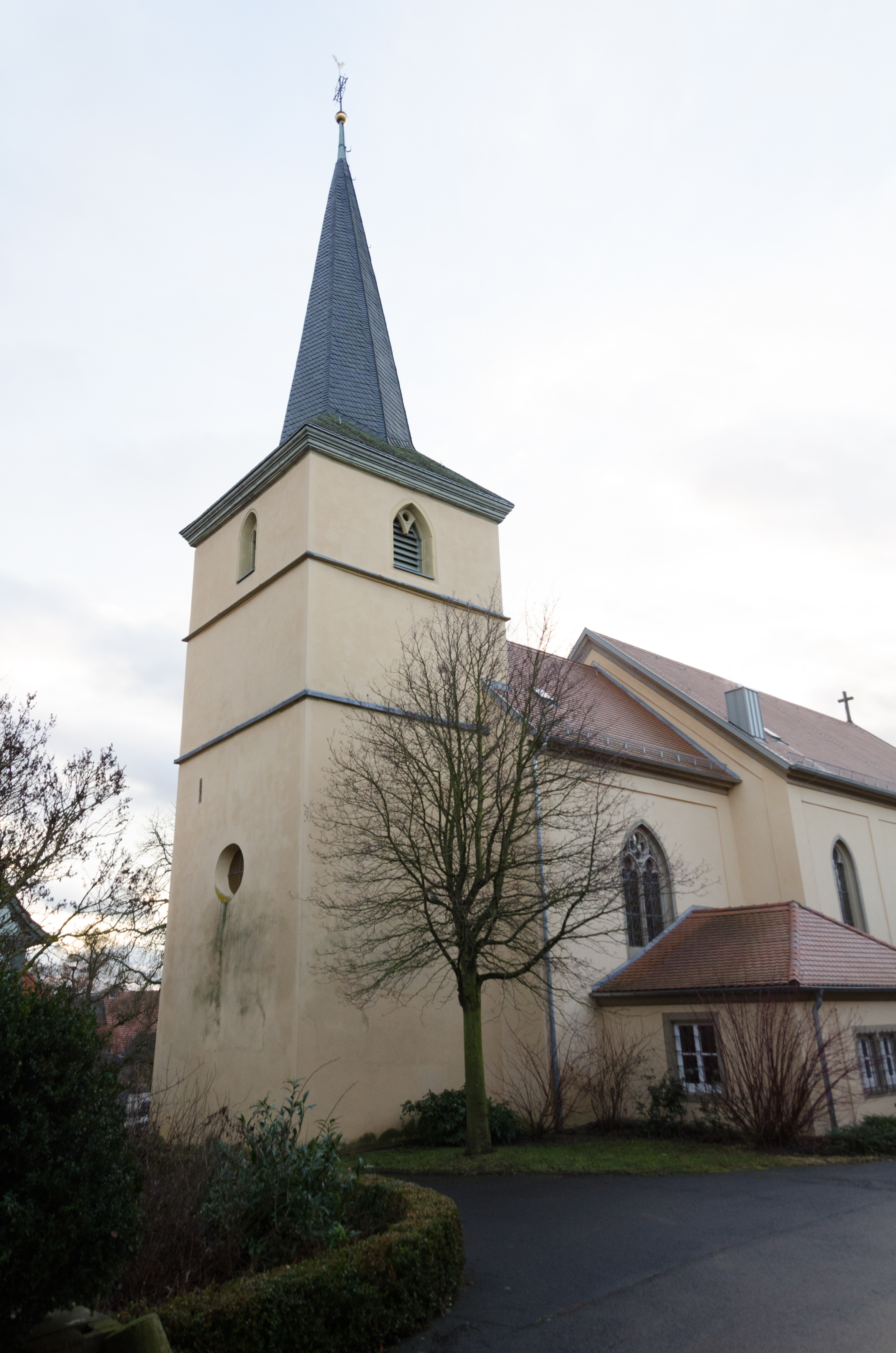
Märiä Himmelfahrt (Schleerieth)

Die römisch-katholische, denkmalgeschützte Pfarrkirche Mariä Himmelfahrt befindet sich in Schleerieth, einem Gemeindeteil der Marktgemeinde Werneck im Landkreis Schweinfurt (Unterfranken, Bayern). Die Kirche ist unter der Denkmalnummer D-6-78-193-114 als Baudenkmal in der Bayerischen Denkmalliste eingetragen. Die Pfarrei gehört zur Pfarreiengemeinschaft Maria im Werntal (Werneck) im ehemaligen Dekanat Schweinfurt-Süd, jetzt im Dekanat Schweinfurt des Bistums Würzburg.

## Beschreibung
Der Chorturm der Saalkirche stammt im Kern von 1574. Er wurde später zu einem Julius-Echter-Turm erweitert, indem er aufgestockt und mit einem achtseitigen, schiefergedeckten Knickhelm bedeckt wurde. An ihn wurde 1861/62 nach Westen der Chor und das Langhaus angebaut. Die Sakristei befindet sich an der Nordseite des Chors.